# Nicolás Freitas
Nicolás Andrés Freitas Silva (Montevideo, Uruguay, 8 de junio de 1987) es un futbolista uruguayo. Juega como mediocentro defensivo y su equipo actual es Progreso de la Primera División de Uruguay.

## Trayectoria
Debutó en 2006 en Bella Vista de Uruguay.
Tras una buena temporada, el Everton de Chile se fija en él y adquiere el total de su pase. Durante el año 2009-2010, logroó desempeñarse de gran manera, siendo un destacado del plantel, y ganándose el reconocimiento de los medios nacionales. Al mismo tiempo, participa en la Copa Libertadores 2009 consiguiendo un hito importante en la institución al ser el primer equipo chileno en ganar por Copa Libertadores en Argentina. Luego del descenso del club chileno, Nico buscó continuar su carrera en un equipo de Primera División, siendo uno de los jugadores más destacados en su club.

### Peñarol
Posterior a esto, en el mercado de pases de 2011 fichó por Peñarol de Uruguay, club con el que jugaría nuevamente la Copa Libertadores. Convirtió su primer gol con Peñarol el 31 de marzo de 2011 frente a Godoy Cruz, en el marco de la fecha 5 del grupo 8 de la Copa Libertadores 2011. El partido terminaría 2-1 a favor del conjunto mirasol, siendo su gol el de la victoria. Llegó hasta la final de la Copa Libertadores 2011, jugó al lado de Mathías Corujo, Luis Aguiar, Guillermo Rodríguez, Fabián Estoyanoff y Jonathan Urretaviscaya. Luego de la gran Copa, fue rumoreado como nuevo fichaje de River Plate.

### Rosario Central
En julio de 2012 se acordó con el club dueño de su pase, Everton, un préstamo a Rosario Central por un año. Tras una mala temporada y pocos minutos en cancha, retorna a Everton de Viña del Mar (dueño de su carta), con el fin de encontrar mayor cantidad de minutos.
Luego de no renovar contrato con Everton en agosto del 2014 llega a Wanderers de Uruguay como jugador libre.

### Internacional
Tras la llegada de Diego Aguirre a la Dirección Técnica del Internacional, el mismo dt realizó a la petición para la incorporación de Nicolás Freitas, a quien ya conocía por haberlo dirigido en Uruguay. Jugó al lado de Alisson Becker, Charles Aránguiz, Anderson, Andrés D'Alessandro y Lisandro López. Jugó la Copa Libertadores 2015 donde llegó hasta semifinales.
El 29 de diciembre del 2018 se confirma como nuevo refuerzo de FBC Melgar por todo un año para afrontar la Liga 1 2019 y la Copa Libertadores 2019. Su primer semestre fue muy bueno, destacando bastante a nivel internacional, sin embargo, reiteradas lesiones no le dieron la continuidad deseada. A final de temporada no se le renueva contrato

## Estadísticas
| Club            | País      | Año           | Part. | Goles | Prom. |
| --------------- | --------- | ------------- | ----- | ----- | ----- |
| Bella Vista     | Uruguay   | 2006-2008     | 50    | 2     | 0,04  |
| Everton         | Chile     | 2009-2010     | 66    | 5     | 0,09  |
| Peñarol         | Uruguay   | 2011-2012     | 51    | 4     | 0,07  |
| Rosario Central | Argentina | 2012-2013     | 12    | 0     | 0,00  |
| Everton         | Chile     | 2013-2014     | 24    | 0     | 0,00  |
| Wanderers       | Uruguay   | 2014          | 13    | 1     | 0,07  |
| Internacional   | Brasil    | 2015          | 30    | 0     | 0,00  |
| Peñarol         | Uruguay   | 2016-2017     | 8     | 0     | 0,00  |
| Sud América     | Uruguay   | 2017-2018     | 7     | 0     | 0,00  |
| Progreso        | Uruguay   | 2018          | 21    | 1     | 0,05  |
| FBC Melgar      | Perú      | 2019          | 15    | 0     | 0,00  |
| Boston River    | Uruguay   | 2020-2022     | 27    | 3     | 0,13  |
| Progreso        | Uruguay   | 2022-presente | 0     | 0     | 0,00  |
| Total           |           | 2006 -        | 305   | 14    | 0,05  |

## Palmarés

### Campeonatos nacionales
| Título              | Club            | País      | Año     |
| ------------------- | --------------- | --------- | ------- |
| Primera B Nacional  | Rosario Central | Argentina | 2012-13 |
| Campeonato Gaúcho   | Internacional   | Brasil    | 2015    |
| Campeonato Uruguayo | Peñarol         | Uruguay   | 2015-16 |

Otros logros:
- Subcampeón de la Copa Libertadores 2011 con Peñarol.